# Marie Werup
Marie Christine Liebig Werup, ogift Ungerth, född 26 maj 1952 i Örgryte församling i Göteborg, död 10 maj 2018, var en svensk översättare.
Werup har översatt från franska och har tolkat verk av Marguerite Duras, Yves Martin och Georges Feydeau. 
Hon var också kurator vid Skånes universitetssjukhus i Malmö.
Marie Werup var dotter till direktören Lars Ungerth och Jorunn Liebig. År 2016 blev hon änka efter författaren och musikern Jacques Werup som hon var gift med sedan 1981.

## Översättningar/tolkningar
- Feydeau, Georges; Werup Jacques, Werup Marie (1984). Doktorn klipper till. Malmö: Malmö stadsteater. Libris 14219035
- Boulevarder och fågelsträck: tio nya franska poeter. Stockholm: Bonnier. 1984. Libris 7146827. ISBN 91-0-046129-6
- Werup Jacques, Werup Marie, red (1984). Boulevarder och fågelsträck: tio nya franska poeter. Bra lyrik, 99-0425205-X. Höganäs: Bra böcker. Libris 441085
- Duras, Marguerite; Werup Marie (1985). Dödssjukdomen: Mannen i korridoren. Panacheserien, 99-0117874-6. Stockholm: Bonnier. Libris 7147000. ISBN 91-0-046469-4
- Martin, Yves; Werup Marie, Werup Jacques (1986). Ett steg på de älskandes ö: dikter. Stockholm: Alba. Libris 7643153. ISBN 91-7458-836-2
- Martin, Yves; Werup Marie, Werup Jacques (1986). Ett steg på de älskandes ö: dikter. Bra lyrik, 99-0425205-X. Höganäs: Bra böcker. Libris 600419
- Duras, Marguerite; Werup Marie (1986). Smärtan. Stockholm: Bonnier. Libris 7147281. ISBN 91-0-047005-8
- Duras, Marguerite; Werup Marie (1987). Savannah Bay. [Hfors]: [Yleisradio]. Libris 743234
- Xenakis, Françoise; Werup Marie (1988). Geniets bättre hälft: fem kvinnoporträtt. Stockholm: Natur och kultur. Libris 7228508. ISBN 91-27-01749-4
- Duras, Marguerite; Werup Marie (1991). Sommarregn. Stockholm: Bonnier. Libris 8345149. ISBN 91-0-055137-6
- Det omvända skriket: sju franska diktare i förtid slocknade. Stockholm: Bonnier. 1992. Libris 7148877. ISBN 91-0-055442-1
- Duras, Marguerite; Werup Marie (1993). Älskaren från norra Kina: [roman]. Stockholm: Bonnier. Libris 7148839. ISBN 91-0-055391-3
- Duras, Marguerite; Werup Marie, Marçal Katrine (2007). Dödssjukdomen. Stockholm: Modernista. Libris 10441389. ISBN 91-85453-92-7